# Wydział Nauk Społecznych Uniwersytetu Karola
Wydział Nauk Społecznych Uniwersytetu Karola (FSV UK) jest jednym z najnowszych wydziałów Uniwersytetu Karola. Wydział powstał w 1990 roku, krótko po aksamitnej rewolucji. Wkrótce stał się regionalnym ośrodkiem dydaktycznym i badawczym w zakresie studiów obszarowych, ekonomii, stosunków międzynarodowych, dziennikarstwa, medioznawstwa, socjologii i politologii. Wydział oferuje studia licencjackie, magisterskie i doktoranckie w zakresie nauk społecznych. Podczas gdy językami wykładowymi są czeski i angielski, uczniowie mogą wybierać spośród zajęć w wielu innych językach, w tym francuskim, niemieckim, rosyjskim i hiszpańskim.
Na Wydziale studiuje około 4000 studentów studiów stacjonarnych. Około 150 jest zapisanych na jeden z programów studiów w języku angielskim.